# Бурдин, Сергей Кузьмич
Сергей Кузьмич Бурдин (05.09.1938 — 16.08.2014) — председатель колхоза имени Ленина Енбекшиказахского района Алма-Атинской области Казахской ССР. Герой Социалистического Труда.

## Биография
Родился 5 сентября 1938 года в Алма-Атинской области Казахской ССР, ныне Алматинская область Казахстана. Русский.
Трудовую деятельность начал в 1953 году рабочим на металлургическом заводе. Не отрываясь от производства, получил два высших образования по специальности агронома и экономиста сельского хозяйства.
В 1964 году в 26 лет стал секретарём партийного бюро, с 1967 года — председателем колхоза имени Ленина (центральная усадьба — село Тургень) Енбекшиказахского района Алма-Атинской области Казахской ССР.
По итогам работы в 8-й пятилетке (1966—1970) председатель колхоза С. К. Бурдин был награждён орденом Трудового Красного Знамени, а за 9-ю пятилетку (1971—1975) — орденом Ленина.
Указом Президиума Верховного Совета СССР от 22 февраля 1982 года за достижение высоких результатов и трудовой героизм, проявленный в выполнении планов и социалистических обязательств по увеличению производства и продажи государству зерна и других сельскохозяйственных продуктов в 1981 году, Бурдину Сергею Кузьмичу присвоено звание Героя Социалистического Труда с вручением ордена Ленина и золотой медали «Серп и Молот».
После реорганизации колхоза в агропромышленный комплекс С. К. Бурдин ещё несколько лет работал его генеральным директором до ухода на заслуженный отдых.
Позже переехал на постоянное место жительства в Россию и с 1993 по 2001 год проработал на посту заместителя главы Крымского района. Внёс огромный вклад в развитие города Крымска и Крымского района Краснодарского края до ухода на пенсию в 2004 году, внеся огромный вклад в развитие города и района.
Скончался 16 августа 2014 года в Крымске Крымского района Краснодарского края России.

## Награды
- Золотая медаль «Серп и Молот» (22.02.1982);
- Орден Ленина (24.12.1976).
- Орден Ленина (22.02.1982.
- Орден Трудового Красного Знамени (08.04.1971)
- Орден «Знак Почёта» (22.03.1966)
- Медаль «За трудовую доблесть»
- Медаль «В ознаменование 100-летия со дня рождения Владимира Ильича Ленина» (6 апреля 1970)
- и другими

## Память
- В Краснодаре установлена мемориальная доска с именами Героев Социалистического Труда Кубани и Адыгеи